# O Sung-ip
O Sung-Ip (korejsky: 오승립, revised: O Seung-Rip), (*6. října 1946, Čedžu, Jižní Korea) je bývalý reprezentant Jižní Koreje v judu, bojující ve střední váhové kategorii. V roce 1972 získal stříbrnou olympijskou medaili.
Jihokorejec je dnes ve světě neznámou/zapomenutou postavou byť byl jen kousek od zisku zlaté medaile na olympijských hrách v Mnichově 1972, kde udivoval publikum krásnou technikou. Po skončení aktivní kariéry pracoval na univerzitě v Suwonu jako instruktor juda. Důvodem minima informací o jeho životě je pravděpodobně jeho původ. Na korejských serverech je uváděn s předponou etnický Korejec. Korea byla pod Japonskou nadvládou před 2. světovou válkou a řada Korejců žila v Japonsku. Po válce se část z nich vrátila a žila především na ostrově Čedžu. Ti co se naopak vrátili zpátky do své původní domoviny jen složitě hledali cestu jak se znovu začlenit.
V roce 1972 se účastnil Letních olympijských her v Mnichově 1972. Prvním kole si snadno poradil s Thajským sportovcem. Ve druhém ho čekal Čechoslovák Petr Jákl. Zápas netrval ani dvě minuty. Jákl létal vzduchem sem a tam a osudnou se mu nakonec stala technika osoto makikomi. Ve čtvrtfinále ho čekal Rakušan Lischka. Zápas trval něco přes minutu. Jihokorejec hned v úvodu Rakušana podmetl technikou kosoto-gari a nasadil mu škrcení. Rozhodčí zakřičel maté a vyhlásil za vítěze Jihokorejce. Následně však své rozhodnutí po domluvě dvou spolusudích stáhnul a pokračovalo se dál. Ne však dlouho. Lischka se odhodlal k technice ouchi-gari, ale přecenil své síly. O ho kontroval technikou tai-otoshi. V semifinále se utkal s Japonec Sekine. O šel od úvodu po Sekinovi nohama (ashi-waza). Neustále načínal jeho balanc a Sekine se stahoval čím více do defenzívy. Japonce útočné judo od Jihokorejce viditelně zaskočilo, ale postupem času se začal osmělovat a výpady mu vracet. S koncem zápasu se naopak O stáhnul do defenzívy. Pohledný a vyrovnaný zápas měli v rukou rozhodčí a ti zvolili za vítěze Jihokorejce. Ve finálovém kole ho čekal Francouz Jean-Paul Coche (čti Koš). Taktické šachy od Evropana se tentokrát nekonaly. O byl natolik akční a agresivní, že Coche od úvodu jen stěží ustával jeho výpady. Po dvou minutách vedl O na wazari technikou osoto makikomi. Za další minutu se Coche odhodlal k výpadu technikou nohou, ale O si počkal na správný moment a strhnul Francouze opět technikou osoto makikomi. V očekávaném finále se utkal opět s Japoncem Sekine. O byl od úvodu aktivnější a v první polovině Sekine stažený v defenzívě. O zkoušel především techniky boků (goshi-waza) a Sekine se občas osmělil k technikám nohou (ashi-waza). Po 5 minutách zápasu začal O pociťovat známky únavy a tempo zklidnil. Dobré 4 minuty se nic nedělo. V poslední minutě v sobě Sekine našel více sil a hodil Oa přes bok k zemi. Jihokorejec se však stačil ve vzduchu zorientovat a dopadl na bok obličejem k zemi. Tato technika asi přesvědčila rozhodčí koho zvolit za vítěze. V poměru 2:1 zvolili Japonce. Po olympijských hrách se na vrcholném turnaji již neobjevil, zmizel v propadlišti dějin a s ním i jeho krásné judo.